# Tupãzinho
Pedro Francisco Garcia, detto Tupãzinho (Uchoa, 7 luglio 1968), è un ex calciatore brasiliano, di ruolo centrocampista.

## Caratteristiche tecniche
Giocava come centrocampista offensivo.

## Carriera
Dopo il periodo iniziale della carriera trascorso al São Bento, si trasferì al Corinthians nel 1990; grazie ai suoi gol nei minuti finali di gioco (tra cui quello che diede il Campeonato Brasileiro Série A 1990 al Corinthians) fu soprannominato Talismã da Fiel (Talismano della Fiel, ovvero dei tifosi). Con il club di San Paolo fu anche vincitore della Coppa del Brasile 1995 e del campionato Paulista dello stesso anno. Una volta lasciato il club, si accasò prima al Fluminense e successivamente all'América-MG, con cui vinse la Série B nel 1997.
Ha partecipato poi a vari campionati statali con società minori prima di ritirarsi.

## Palmarès

### Club

#### Competizioni nazionali
- Campionato brasiliano: 1

Corinthians: 1990
- Supercoppa del Brasile: 1

Corinthians: 1991
- Campionato paulista: 1

Corinthians: 1995
- Coppa del Brasile: 1

Corinthians: 1995
- Campeonato Brasileiro Série B: 1

América-MG: 1997

### Individuale
- Capocannoniere della Coppa CONMEBOL: 1

1994 (5 reti)
- Capocannoniere del Campeonato Brasileiro Série B: 1

1997 (13 gol)